# San Vicente de El Grove
San Vicente de El Grove o San Vicente de Ogrobe (San Vicente do Grove o San Vicente do Mar en idioma gallego) es una parroquia, perteneciente al municipio de El Grove, en la comarca do Salnés, al noroeste de la provincia de Pontevedra.

Su población es de alrededor de 1.100 habitantes, aunque en verano la población aumenta muy considerablemente.
Cuenta con una superficie de unos 12 km². Como enclaves naturales más importantes destacan el mirador Con da Hedra, segundo en altura de O Grove. 
También destaca por sus playas, como la de a Barrosa, as Pipas, área Grande, Piñeirón, y demás playas como la canina de o Espiño.
También destacan por sus apariciones arqueológicas como o Adro Vello, y también por su iglesia, con más de 250 años de antigüedad.